# Super pop Venezuela
Super Pop Venezuela es el quinto álbum de la banda venezolana Los amigos invisibles y el primero grabado para su propio sello llamado Gozadera Records, el cual fue lanzado al mercado en el 2005 en Venezuela y en el 2006 en Estados Unidos. El álbum está conformado completamente por versiones de canciones pop venezolanas de los años 70 y 80, además de dos canciones típicas venezolanas.

## Pistas
1. Intro (Los Amigos Invisibles)
2. Miss Venezuela (Víctor Aviar Sánchez) [Tema musical del concurso Miss Venezuela]
3. All day today (Folklore de El Callao, tema recopilado por Un Solo Pueblo)
4. Curda y pan (Los Amigos Invisibles)
5. Yo soy así (Pedro Pérez y Pedro Castillo) [PP'S]
6. No es fácil amar a una mujer (Evio Di Marzo) [Adrenalina Caribe]
7. Rosario (Juan Vicente Torrealba y Ernesto Luis Rodríguez)
8. Yo no sé (Luis Alva) [ Diveana ]
9. Caramelo y chocolate (Carlos Quintana Guzmán) [Sexteto Juventud]
10. Amar es algo más (Pablo Herreros y José Luis Armenteros) [ Jose Luis Rodríguez ]
11. Si tú te vas (Oscar de Jesús Colina)
12. Ganas (Carlos Eduardo Troconis y Alberto Cabello) [ Sentimiento Muerto ]
13. Dun dun (Juan López, Israele Levi y Eduardo Cabello) [Los 3 Tristes Tigres]
14. Mao mao [Mao et Moa] (Clothaire y Nino Ferrer; Versión en Español: Guillermo González) [Las 4 Monedas]
15. Un poquito más (Paul Wilson y Andrés Quintana) [Delia]
16. Media luna (Giordano Di Marzo)
17. Superpop Venezuela (Los Amigos Invisibles)
18. San Agustín (Vytas Brenner, más los temas "Pantaletas Negras" de Fernando Batoni y "Un Buen Perdedor" de Franco de Vita)

(P) y (C) 2005 por Gozadera Records (Venezuela)

## Créditos

### Artistas principales
- Julio Briceño: Voz solista.

- Armando Figueredo: Teclados y coros.

- José Luis Pardo: Guitarra y mezcla (pista 9).

- José Rafael Torres: Bajo.

- Juan Manuel Roura:  Batería y coros.

- Mauricio Arcas: Percusión y coros.

### Personal técnico y de producción
- Dimitri From Paris: Producción.

- Los Amigos Invisibles: Pistas 9, 10 y 18.

- Los Amigos Invisibles y Enrique González Müller: Pistas 9, 10 y 18.

- Julien Jabre: Mezclas.

- Eduardo Lárez: Mezcla (Pista 8).

- Marcelo Añez: Mezcla (Pistas 10 y 18).

- Enrique González: Mezcla (Pista 15)

- Datos: Q6135758